# 9K11 Maljutka

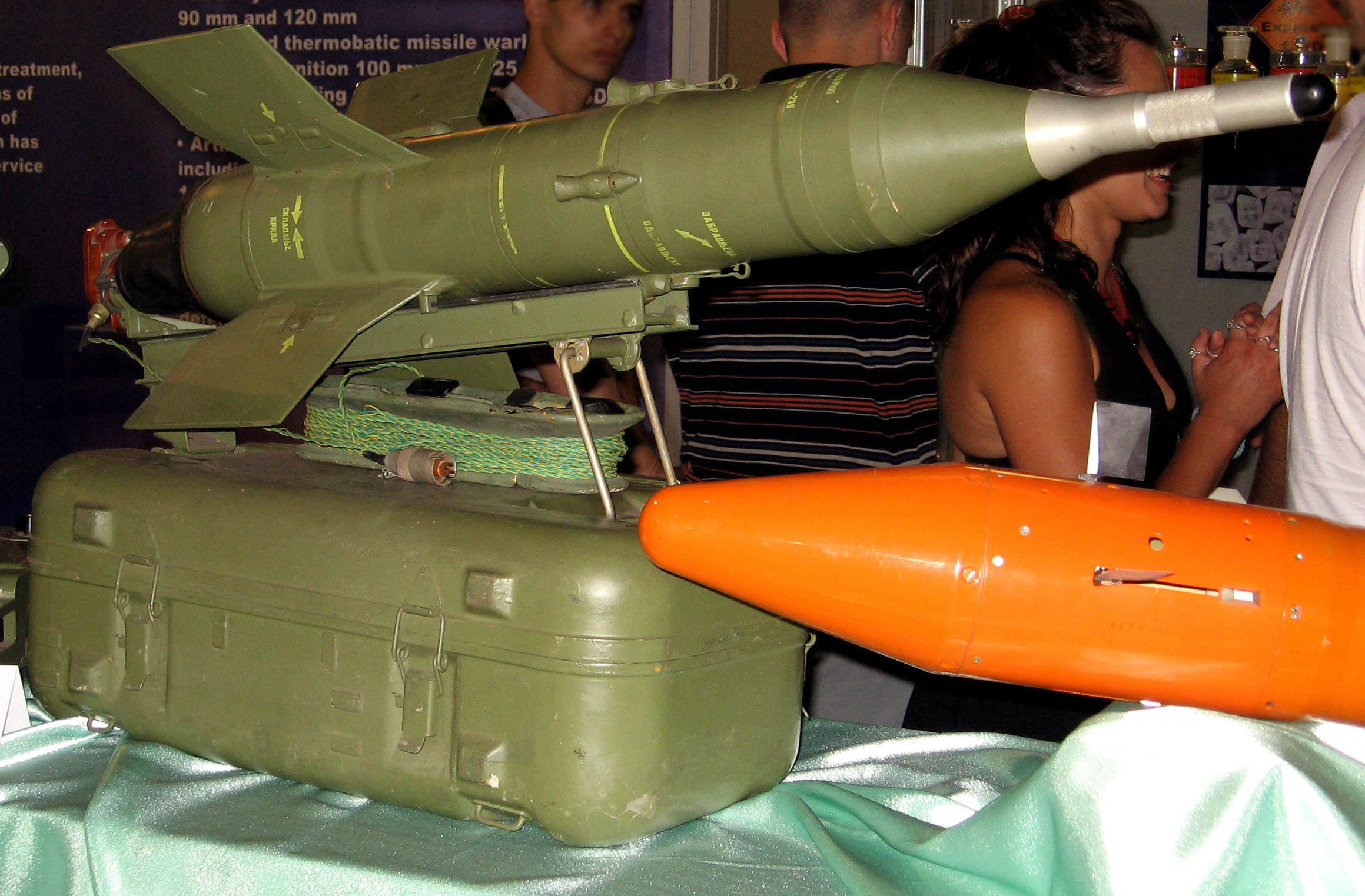
PTŘS 9K11 Maljutka, komplet mladšího operátora

Maljutka (v kódu NATO AT-3 „Sagger“) je sovětská protitanková řízená střela první generace naváděná prostřednictvím vodiče. Sovětský index GRAU kompletu je 9K11 Maljutka, samotná střela nese označení 9M14. Jedná se o protitankový raketový komplet středního dosahu s povelovým systémem dálkového navedení a s přenosem řídicích povelů po vodiči (tzv. CLOS).

## Vývoj

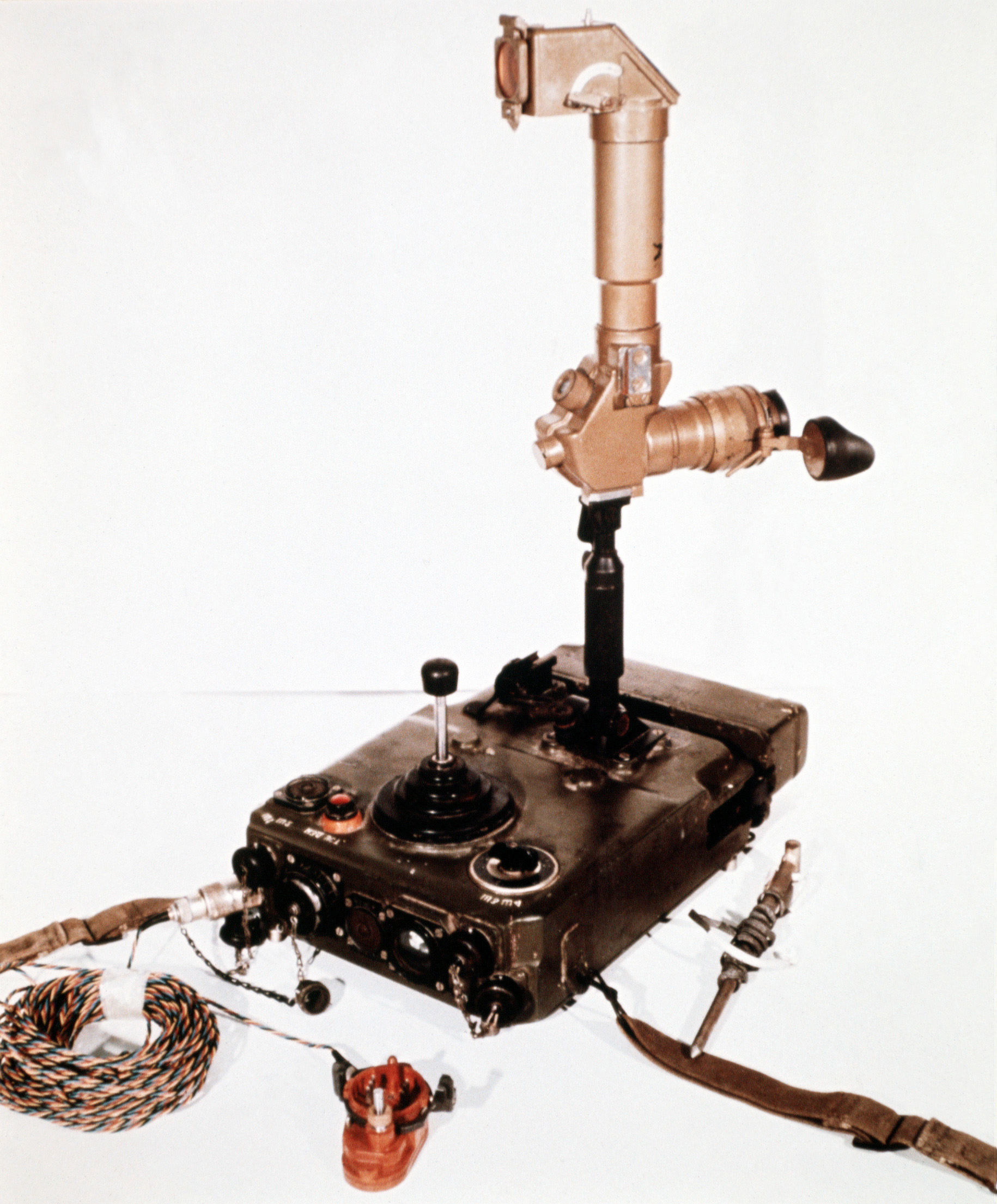
Řídicí pult staršího operátora

Vývoj byl zahájen roku 1961 v Konstrukční kanceláři strojírenství (Konstruktorskoje bjuro mašinostrojenija - KBM) ve městě Kolomna. Při její konstrukci byly poprvé na světě široce využity plasty. Existovaly dvě hlavní verze - přenosná a mobilní. Přenosná varianta používala odpalovací zařízení 9A111. První mobilní verze s označením 9P110 vznikla na základě kolového obrněného vozidla BRDM. O něco později vznikly též verze 9P122 a 9P133 na bázi modernějšího vozidla BRDM-2, které nesly novější komplet Maljutka-P. Mobilní verze byly vybaveny 14 střelami, z nichž šest bylo umístěno na výsuvném odpalovacím zařízení.
První verze z roku 1963 (označení NATO AT-3A) byla řízena povely operátora, který musel prodělat důkladný výcvik (po odpálení bylo nutno sledovat polohu cíle i střely a tuto ručně vést až na cíl), a v bojových podmínkách se nesnadno používala. Během sériové výroby došlo k mnoha modernizacím.
Varianta střely 9M14M (označení NATO AT-3B) měla vylepšený raketový motor, který jí uděloval o 25 % vyšší rychlost, vstoupila do výzbroje roku 1973.
V roce 1967 byl zahájen vývoj kompletu 9K11P Maljutka-P s poloautomatickým povelovým systémem dálkového navedení po záměrné cíle (SACLOS - Semi-Automatic Command to Line-of-Sight), a přenosem řídících povelů po vodiči (PTRK druhé generace). Role operátora je zde výrazně usnadněna a spočívá v udržování zaměření cíle, o střelu se již starat nemusí. Upravená PTŘS nese označení 9M14P Maljutka-P (označení NATO AT-3C), má rovněž vylepšenou bojovou hlavici a byla přijata do výzbroje roku 1969.
Další zásadní modifikace proběhla až roku 1995, kdy vznikla verze 9K11-2 Maljutka-2 s PTŘS 9M14-2, která používá tandemovou kumulativní hlavici a nový raketový motor.

## Technická data
- Délka střely: 860 mm
- Průměr těla střely: 125 mm
- Hmotnost střely: 10,9 kg
- Hmotnost odpalovacího zařízení: 11,3 kg
- Účinný dostřel: minimální 500 m, maximální 3000 m
- Typ bojové hlavice: HEAT
- Průbojnost pancéřování: více než 400 mm

## Služba

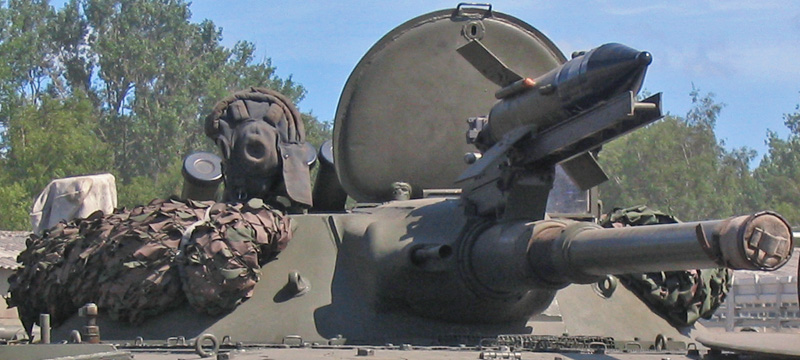
Maljutka na BMP-1

Přenosná varianta je obsluhována trojčlenným týmem, který je schopen připravit celý palebný komplet tvořený čtyřmi střelami během patnácti minut. Střely mohou být rozestavěny do vzdálenosti 15 metrů od centrálního zaměřovače a řídicího pultu. Při střelbě sleduje operátor vizuálně střelu, při útoku na cíl ve vzdálenosti větší než 1000 m využívá optického zaměřovače s desetinásobným zvětšením.
Druhá varianta kompletu je používána ve výzbroji vrtulníků Mi-8 a starších verzí Mi-24. Rovněž tvoří výzbroj průzkumných obrněných vozidel BRDM, BRDM-2 a bojových vozidel pěchoty BMP-1.
Maljutka byla poprvé úspěšně nasazena během Arabsko-izraelské války v roce 1973, kdy bylo jejím prostřednictvím zasaženo několik stovek izraelských tanků. Byla jednou z prvních skutečně účinných přenosných protitankových řízených střel.
Licenční výroba probíhala v Bulharsku a Jugoslávii. Čína na jejím základě vyvinula vlastní PTRK Red Arrow 73 a Írán PTRK RAAD.